# Nước Mặt Trăng

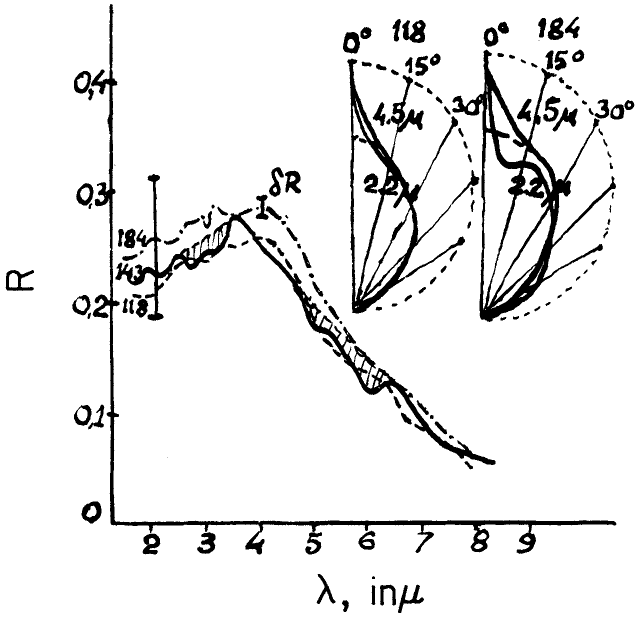
Phổ phản xạ khuếch tán của các mẫu regolith mặt trăng được chiết xuất ở độ sâu 118 và 184 cm bằng đầu dò năm 1976 Luna 24 cho thấy cực tiểu gần 3, 5 và 6, các dải rung hóa trị cho các phân tử nước.

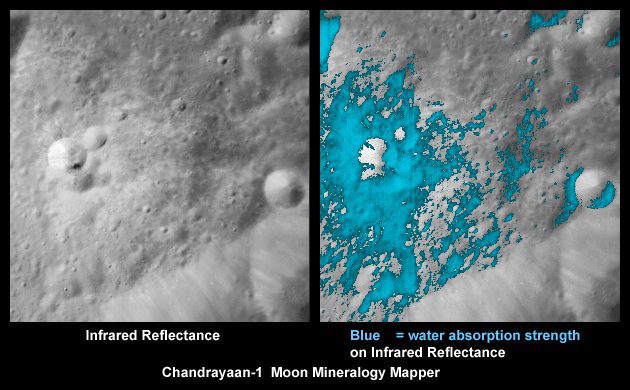
Những hình ảnh này cho thấy một miệng núi lửa Mặt Trăng rất trẻ trên phía xa, như được chụp bởi Thiết bị vẽ bản đồ khoáng học Mặt Trăng trên tàu Chandrayaan-1

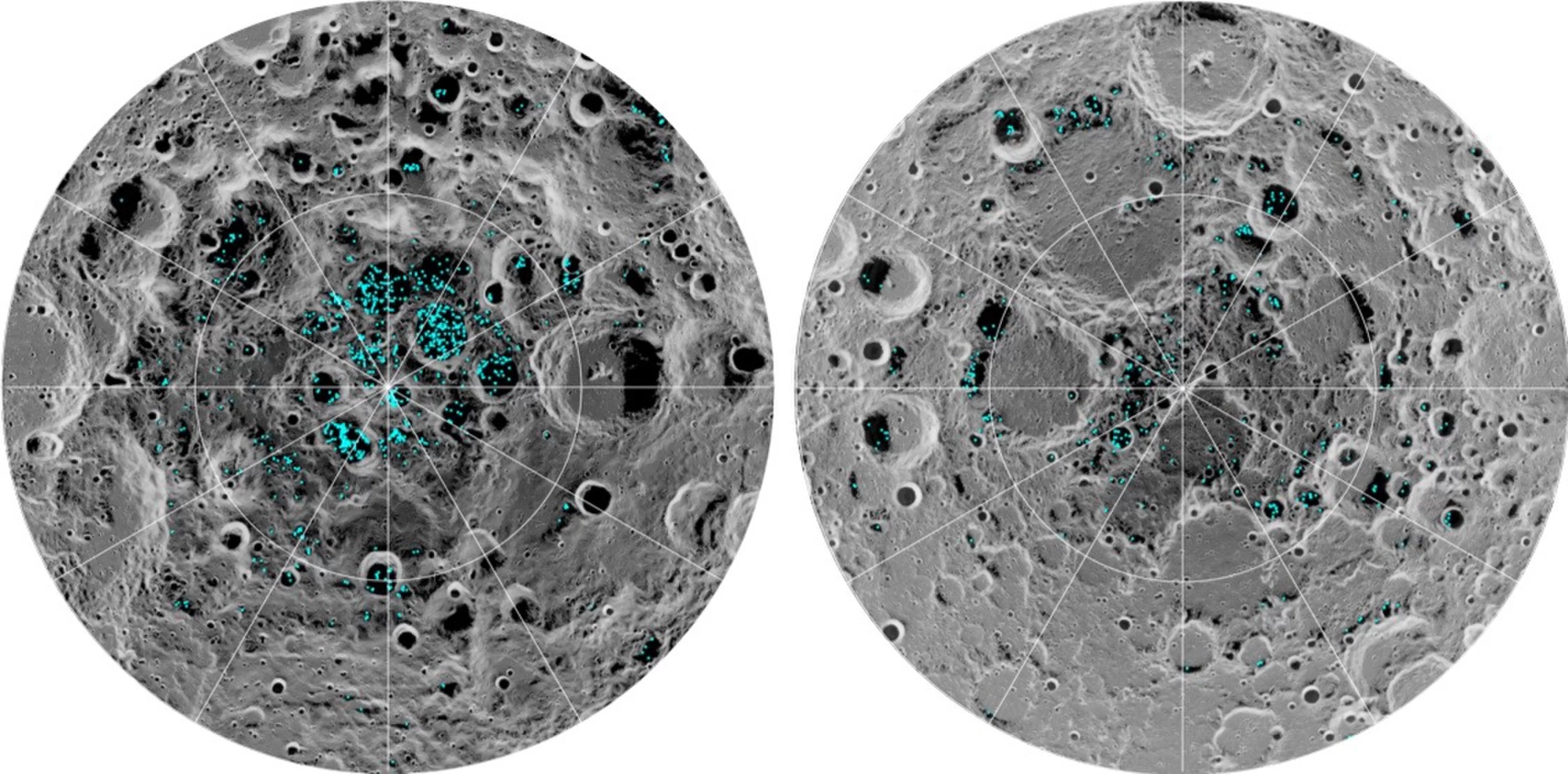
Hình ảnh cho thấy sự phân bố của băng bề mặt ở cực nam của Mặt trăng (trái) và cực bắc (phải) khi được xem bởi Moon Mineralogy Mapper của NASA (M^{3}) máy quang phổ trên tàu quỹ đạo Chandrayaan-1 của Ấn Độ

Nước Mặt Trăng là nước có mặt trên Mặt Trăng. Nước lỏng không thể tồn tại trên bề mặt của Mặt Trăng và hơi nước là bị phân hủy bởi ánh sáng mặt trời, với hydro nhanh chóng bị mất vào không gian bên ngoài. Tuy nhiên, các nhà khoa học đã phỏng đoán từ những năm 1960 rằng nước đá có thể tồn tại trong các miệng hố lạnh lẽo, bị che khuất vĩnh viễn ở các cực của Mặt trăng. Các phân tử nước cũng được phát hiện trong lớp khí mỏng phía trên bề mặt mặt trăng.
Nước (H2O), và nhóm hydroxyl liên quan về mặt hóa học (-OH), cũng có thể tồn tại ở dạng liên kết hóa học như hydrat và hydroxide với khoáng chất mặt trăng (chứ không phải nước tự do), và bằng chứng cho thấy mạnh mẽ rằng đây thực sự là trường hợp ở nồng độ thấp trên phần lớn bề mặt của Mặt trăng. Trên thực tế, hấp phụ nước được tính toán tồn tại ở nồng độ vết từ 10 đến 1000 phần triệu. Bằng chứng không thể chối cãi về nước đá tự do ở các cực Mặt Trăng đã tích lũy trong nửa sau của thế kỷ 20 từ nhiều quan sát cho thấy sự hiện diện của hydro bị ràng buộc.